# Kalcijev karbid
Kalcijev karbid (kalcijev etilid, karabit, garbura, CaC2) je čvrst ionski karbid.

## Svojstva i osobine
Kalcijev karbid je zbog nečistoća sive boje, a zbog tragova fosfina PH3 neugodna mirisa, u reakciji s vodom oslobađa etin (acetilen). Karabit ne gori, ali u kontaktu s vodom stvara eksplozivan plin etin + gašeno vapno.
CaC2(s) + 2 H2O(l) --> C2H2(g) + Ca (OH)2(s)

## Dobivanje
Dobiva se zagrijavanjem živog vapna (ili kalcijeva oksida) i koksa u elektrolučnim pećima pri temperaturi 2000 – 3000 °C.
CaO(s) + 3C(s) --> CaC2(s) + CO(g)

## Uporaba
Sirovina je za dobivanje kalcijeva cijanamida i etina (acetilena; ishodišne tvari za niz važnih kemijskih proizvoda) koji se koristi za acetilenske (speleološke) lampe, za acetilensko zavarivanje metala (autogenim plamenom dobivenim izgaranjem etina u kisiku - osnovni materijali i dodatna žica tale se u zavarivačkoj kupci).